# Finlandia na Mistrzostwach Świata w Lekkoatletyce 2019
Finlandia na Mistrzostwach Świata w Lekkoatletyce 2019 – reprezentacja Finlandii podczas mistrzostw świata w Doha liczyła 22 zawodników, startujących w 17 konkurencjach.

## Skład reprezentacji

### Kobiety
| Zawodniczka          | Konkurencja                   | Eliminacje | Eliminacje | Półfinał | Półfinał | Finał   | Finał   | Źródło      |
| Zawodniczka          | Konkurencja                   | Wynik      | Pozycja    | Wynik    | Pozycja  | Wynik   | Pozycja | Źródło      |
| -------------------- | ----------------------------- | ---------- | ---------- | -------- | -------- | ------- | ------- | ----------- |
| Sara Kuivisto        | bieg na 800 m                 | 2:03,15    | 20.        | NQ       | NQ       | NQ      | NQ      | [ 1 ]       |
| Sara Kuivisto        | bieg na 1500 m                | 4:08,85    | 25.        | NQ       | NQ       | NQ      | NQ      | [ 2 ]       |
| Anne-Mari Hyryläinen | maraton                       | —          | —          | —        | —        | 2:51:26 | 19.     | [ 3 ]       |
| Alisa Vainio         | maraton                       | —          | —          | —        | —        | 2:56:30 | 26.     | [ 3 ]       |
| Reetta Hurske        | bieg na 100 m przez płotki    | 12,96      | 16. Q      | 13,24    | 21.      | NQ      | NQ      | [ 4 ] [ 5 ] |
| Annimari Korte       | bieg na 100 m przez płotki    | 12,97      | 18. Q      | 12,97    | 17.      | NQ      | NQ      | [ 4 ] [ 5 ] |
| Nooralotta Neziri    | bieg na 100 m przez płotki    | 12,92      | 15. q      | 12,89    | 14.      | NQ      | NQ      | [ 4 ] [ 5 ] |
| Camilla Richardsson  | bieg na 3000 m z przeszkodami | 9:53,06    | 38.        | —        | —        | NQ      | NQ      | [ 6 ]       |
| Tiia Kuikka          | chód na 50 km                 | DNS        | DNS        | —        | —        | NQ      | NQ      | [ 7 ]       |

| Zawodniczka      | Konkurencja   | Kwalifikacje | Kwalifikacje | Finał | Finał   | Źródło        |
| Zawodniczka      | Konkurencja   | Wynik        | Pozycja      | Wynik | Pozycja | Źródło        |
| ---------------- | ------------- | ------------ | ------------ | ----- | ------- | ------------- |
| Ella Junnila     | skok wzwyż    | 1,80         | 28.          | NQ    | NQ      | [ 8 ]         |
| Wilma Murto      | skok o tyczce | 4,35         | 22.          | NQ    | NQ      | [ 9 ]         |
| Taika Koilahti   | skok w dal    | 6,35         | 27.          | NQ    | NQ      | [ 10 ]        |
| Kristiina Mäkelä | trójskok      | 14,26        | 6. q         | 13,99 | 12.     | [ 11 ] [ 12 ] |
| Krista Tervo     | rzut młotem   | 68,25        | 21.          | NQ    | NQ      | [ 13 ]        |

Siedmiobój
| Zawodniczka      | Konkurencja | 100 m ppł | SW   | PK    | 200 m | SD  | RO  | 800 m | Wynik | Pozycja | Źródło |
| ---------------- | ----------- | --------- | ---- | ----- | ----- | --- | --- | ----- | ----- | ------- | ------ |
| Maria Huntington | Rezultat    | 13,32     | 1,83 | 12,21 | 24,72 | DNS | DNS | DNS   | DNF   | DNF     | [ 14 ] |
| Maria Huntington | Punkty      | 1077      | 1016 | 675   | 913   | DNS | DNS | DNS   | DNF   | DNF     | [ 14 ] |

### Mężczyźni
| Zawodnik            | Konkurencja                   | Eliminacje | Eliminacje | Półfinał | Półfinał | Finał   | Finał   | Źródło |
| Zawodnik            | Konkurencja                   | Wynik      | Pozycja    | Wynik    | Pozycja  | Wynik   | Pozycja | Źródło |
| ------------------- | ----------------------------- | ---------- | ---------- | -------- | -------- | ------- | ------- | ------ |
| Elmo Lakka          | bieg na 110 m przez płotki    | 13,73      | 28.        | NQ       | NQ       | NQ      | NQ      | [ 15 ] |
| Topi Raitanen       | bieg na 3000 m z przeszkodami | 8:32,44    | 29.        | —        | —        | NQ      | NQ      | [ 16 ] |
| Jarkko Kinnunen     | chód na 50 km                 | —          | —          | —        | —        | 4:25:36 | 20.     | [ 17 ] |
| Veli-Matti Partanen | chód na 50 km                 | —          | —          | —        | —        | DNF     | DNF     | [ 17 ] |

| Zawodnik        | Konkurencja    | Kwalifikacje | Kwalifikacje | Finał | Finał   | Źródło        |
| Zawodnik        | Konkurencja    | Wynik        | Pozycja      | Wynik | Pozycja | Źródło        |
| --------------- | -------------- | ------------ | ------------ | ----- | ------- | ------------- |
| Simo Lipsanen   | trójskok       | 16,47        | 23.          | NQ    | NQ      | [ 18 ]        |
| Lassi Etelätalo | rzut oszczepem | 82,26        | 12. q        | 82,49 | 4.      | [ 19 ] [ 20 ] |
| Oliver Helander | rzut oszczepem | 80,36        | 19.          | NQ    | NQ      | [ 19 ] [ 20 ] |
| Antti Ruuskanen | rzut oszczepem | 75,05        | 28.          | NQ    | NQ      | [ 19 ] [ 20 ] |